# Атлетика на Медитеранским играма 2013 — 5.000 метара за жене
Трка на 5.000 метара у женској конкуренцији на Медитеранским играма 2013 одржана је у турском граду Мерсину 28. јуна на Атлетском стадиону Невин Јанит.
Учествовало је 6 такмичарки из 5 земаља.

## Земље учеснице
- Француска (1)
- Грчка (1)
- Италија (2)
- Мароко (1)
- Турска (1)

## Сатница
Време (UTC+3).
| Датум        | Време | Ниво   |
| ------------ | ----- | ------ |
| 28. јун 2013 | 21,10 | Финале |

## Победнице
|                          |                            |                        |
| Кристин Бардел Француска | Силвија Вајштајнер Италија | Елена Ромањоло Италија |

### Финале
| Пл. | Атлетичарка        | Држава    | Време    | Бел. |
| --- | ------------------ | --------- | -------- | ---- |
|     | Кристин Бардел     | Француска | 15:39,64 |      |
|     | Силвија Вајштајнер | Италија   | 15:44,53 |      |
|     | Елена Ромањоло     | Италија   | 16:11,17 |      |
| 4.  | Уранија Ревули     | Грчка     | 16:21,45 |      |
|     | Есма Ајдемир       | Турска    | НЗ       |      |
|     | Надија Ноујани     | Мароко    | НЗ       |      |